# Luciano Stella (produttore cinematografico)
Luciano Stella (15 ottobre 1954) è un produttore cinematografico e sceneggiatore italiano, vincitore del David di Donatello per il miglior produttore per Gatta Cenerentola.

## Biografia
Luciano Stella dal 1985 è responsabile per la distribuzione in Campania, Calabria e Basilicata di numerose case cinematografiche, come Warner Bros. e 20th Century Studios. Nel 2010 ha fondato a Napoli con Maria Carolina Terzi e il figlio Carlo la casa di produzione cinematografica Mad Entertainment, con sede a Palazzo Pandola. Nel 2014 ha sceneggiato e prodotto il film d'animazione L'arte della felicità. Per il film, Stella ha vinto l'European Film Awards per il miglior film d'animazione. Nel 2018 ha vinto il David di Donatello per il miglior produttore per il film Gatta Cenerentola diretto da Alessandro Rak. Nello stesso anno, ha prodotto Achille Tarallo di Antonio Capuano e, l'anno seguente, La vacanza di Enrico Iannaccone. Nel 2023, ha ricevuto la sua seconda candidatura ai David di Donatello per Nostalgia di Mario Martone. 

## Filmografia

### Produttore

#### Cinema
- Fuoco su di me, regia di Lamberto Lambertini (2006)
- El campo, regia di Hernán Belón (2011)
- L'arte della felicità, regia di Alessandro Rak (2013)
- Lo sposo di Napoli. Appunti per un film su Achille Lauro, regia di Giogiò Franchini (2014)
- La buona uscita, regia di Enrico Iannaccone (2016)
- Crazy for Football, regia di Volfango De Biasi (2017)
- La parrucchiera, regia di Stefano Incerti (2017)
- Gatta Cenerentola, regia di Alessandro Rak (2017)
- Achille Tarallo, regia di Antonio Capuano (2018)
- La vacanza, regia di Enrico Iannaccone (2019)
- Fellini degli spiriti, regia di Selma Dell'Olio (2020)
- La tristezza ha il sonno leggero, regia di Marco Mario de Notaris (2020)
- Il buco in testa, regia di Antonio Capuano (2020)
- Rione Sanità, la certezza dei sogni, regia di Massimo Ferrari (2021)
- Yaya e Lennie - The Walking Liberty, regia di Alessandro Rak (2021)
- Come prima, regia di Tommy Weber (2021)
- Nostalgia, regia di Mario Martone (2022)
- Napoli magica, regia di Marco D'Amore (2022)
- Rossosperanza, regia di Annarita Zambrano (2023)
- 4 giorni per la libertà: Napoli 1943, regia di Massimo Ferrari (2023)
- Posso Entrare? An Ode To Naples, regia di Trudie Styler (2023)
- Caracas, regia di Marco D'Amore (2024)

#### Televisione
- Il piccolo Sansereno, regia di Ivan Cappiello - film TV (2012)
- La cantata dei pastori, regia di Nicola Barile - film TV (2012)
- Crazy for Football - Matti per il calcio, regia di Volfango De Biasi - film TV (2021)

#### Cortometraggi
- Donna Maria, regia di Alessandro Rak (2014)
- Simposio Suino in re minore, regia di Francesco Filippini (2017)
- Lizzie and the Sea, regia di Mariacarla Norall (2023)
- Due battiti, regia di Marino Guarnieri (2023)

### Sceneggiatore
- L'arte della felicità, regia di Alessandro Rak (2013)
- Lo sposo di Napoli. Appunti per un film su Achille Lauro, regia di Giogiò Franchini (2014)
- La parrucchiera, regia di Stefano Incerti (2017)
- Gatta Cenerentola, regia di Alessandro Rak (2017)

### Doppiatore
- Gatta Cenerentola, regia di Alessandro Rak (2017)

## Riconoscimenti
- David di Donatello
  - 2018 - Miglior produttore per Gatta Cenerentola
  - 2023 - Candidatura al miglior produttore per Nostalgia
- European Film Awards
  - 2014 - Miglior film d'animazione per L'arte della felicità
- Ciak d'oro
  - 2018 - Miglior produttore per Gatta Cenerentola